# УСТ Зоря (Карлсруе)
УСТ «Зоря» Карлсруге (Українське Спортове Товариство «Зоря») — українське спортивне товариство з німецького міста Карлсруе.
9 травня 1946 року в українському таборі (465 осіб) у містечку Герренберґ (біля Штуттгарта) засновано старанням м-ра Романа Сенькова і за співучастю Олександра Саюка, Юрія Василева і Олександра Поетики УСТ «Зоря».
Головою товариства увесь час був м-р. Сеньків, секретарем Ю. Василів. Членів товариство мало 92.
Під час побуту в Герренбурґу товариство провадило справжню спортивну роботу та належало у 1946 р. до найкращих товариств. Усі чинні секції змагалися в обласній лізі (клясі): футбол (25 ігор), волейбол чоловіків (27 і 1 турнір), настільний теніс, легкої атлетики і шахів (8). Уряджено День Фізичної Культури у 1946 р.
Бувши віддаленим від українських осередків, УСТ «Зоря» організувало товариські зустрічі тільки з чужинцями. При перевезенні табору в листопаді 1946 р. до Карлсруе (Форстнер Касерне) втрачено інвентар товариства, і, мабуть, через те діяльність у новому місці обмежилася до ланок футболу та шахів, які далі грали в обласній лізі. У дружині шахів на п'ятій шахівниці грала жінка Галина Хамула.
Не маючи у своєму складі визначних спортсменів, що своїми досягненнями і першими місцями зробили б товариство загальновідомим, «Зоря» в Герренбурґу мусила лишитися для ширшого світу невідомою, хоч організаційно і змагово це товариство було поставлене дуже гарно.
Після чергового перевезення табору влітку 1947 року, частина членів, що опинилася у Пфорцгаймі в Букенберґкасерне, ухвалила на зборах 19 вересня 1947 року рішення про ліквідацію товариства.